# Gladbach (Niers)
Der Gladbach ist ein fast zwei Kilometer langer Bach in Mönchengladbach und damit Mit-Namensgeber der Stadt. Er ist ein Fließgewässer (Gewässerkennzahl 28614) im Teileinzugsgebiet der Niers. Der Gladbach entspringt im Westen der Stadt (Die Quelle ist heute im Keller der Gebäude der wieder eröffneten Brauerei Hensen in Mönchengladbach-Waldhausen) und mündet im Osten der Stadt von links in die Niers.

## Geographie

### Verlauf
Der Gladbach verläuft heute zunächst unterirdisch innerhalb des Kanalnetzes der NEW AG. Dieser Kanal wurde um das Jahr 1900 angelegt. Die Länge als Kanal beträgt zirka 4400 Meter. Ab etwa zwei Kilometer vor der Mündung in die Niers verläuft er oberirdisch als ein offenes Gerinne. In diesem Teil fließt aus südlicher Richtung vom Volksgarten kommend der früher ebenfalls weitgehend kanalisierte Bungtbach zu, dessen offenes Gerinne vollständig renaturiert wurde.
Dazu investierte die NEW von 2010 bis Mitte 2014 zur Retention 3,4 Mio. Euro in die Schaffung von Feuchtwaldbereichen und Feuchtgrünlandschaften entlang des Bungtbachs, welche bei Starkregen bis zu 50.000 m³ Hochwasser aufnehmen. An der Hardterbroicher Straße wurde ein unterirdisches Regenwasserklärbecken gebaut, da der Bungtbach keine Quellen mehr besitzt und heute ausschließlich aus eingeleitetem Regenwasser gespeist wird.

### Zuflüsse
- Bungtbach (rechts), 2,2 km

## Historischer Verlauf

Historischer Verlauf

Der Gladbach durchlief Mönchengladbach von Westen nach Osten.
Von der Quelle in Waldhausen zunächst entlang der Roermonder Straße / Waldhausener Straße in den großen Weiher (Heute ist davon nur noch ein kleiner Teil, der Geroweiher, erhalten).
Aus diesem floss der Gladbach unterhalb des Weihertores an der Obersten Mühle vorbei entlang der Lüpertzender Straße zur Flieschermühle und weiter zur Vitgesmühle am Berliner Platz. Dann weiter dem Verlauf der Lüpertzender Straße folgend über die heutige Rathenaustraße zur Krallsmühle auf der Erzberger Straße (etwa zwischen Lürriper Straße und Korschenbroicher Straße). Von dort floss der Gladbach, südlich der Lürriper Straße, bis zum Rohrplatz. Dort befand sich die Rohrmühle. Anschließend weiter, der Rohrstraße folgend, in nordöstlicher Richtung zunächst an der Gierthmühle und der Compesmühle vorbei. Alsdann ungefähr dem Verlauf der Habichtstraße folgend ins Klärwerk Lürrip (ab ca. 1904), auf der Straße Hülserkamp. Hiernach floss der Gladbach westlich parallel zur Niers in nördlicher Richtung zur Engelsmühle, bevor er hinter der Mühle beim Abtshof in die Niers mündete.
Seit 1937 ist der Gladbach im Bereich Lürrip, ab kurz vor der ehemaligen Gierthmühle, wo er wieder an die Oberfläche tritt, kanalisiert und fließt entlang der Bahnlinie Mönchengladbach-Neuss bis zur Mündung in die Niers.
Der oben genannte Verlauf ist aufgrund der heutigen Bebauung und Straßenführungen nur annähernd darstellbar. Es werden die heutigen Straßennamen genannt.
An Stellen, an denen der (heute unterirdische) Gladbach größere Straßen kreuzt, ist er durch Schilder gekennzeichnet.

## Gladbachkanal

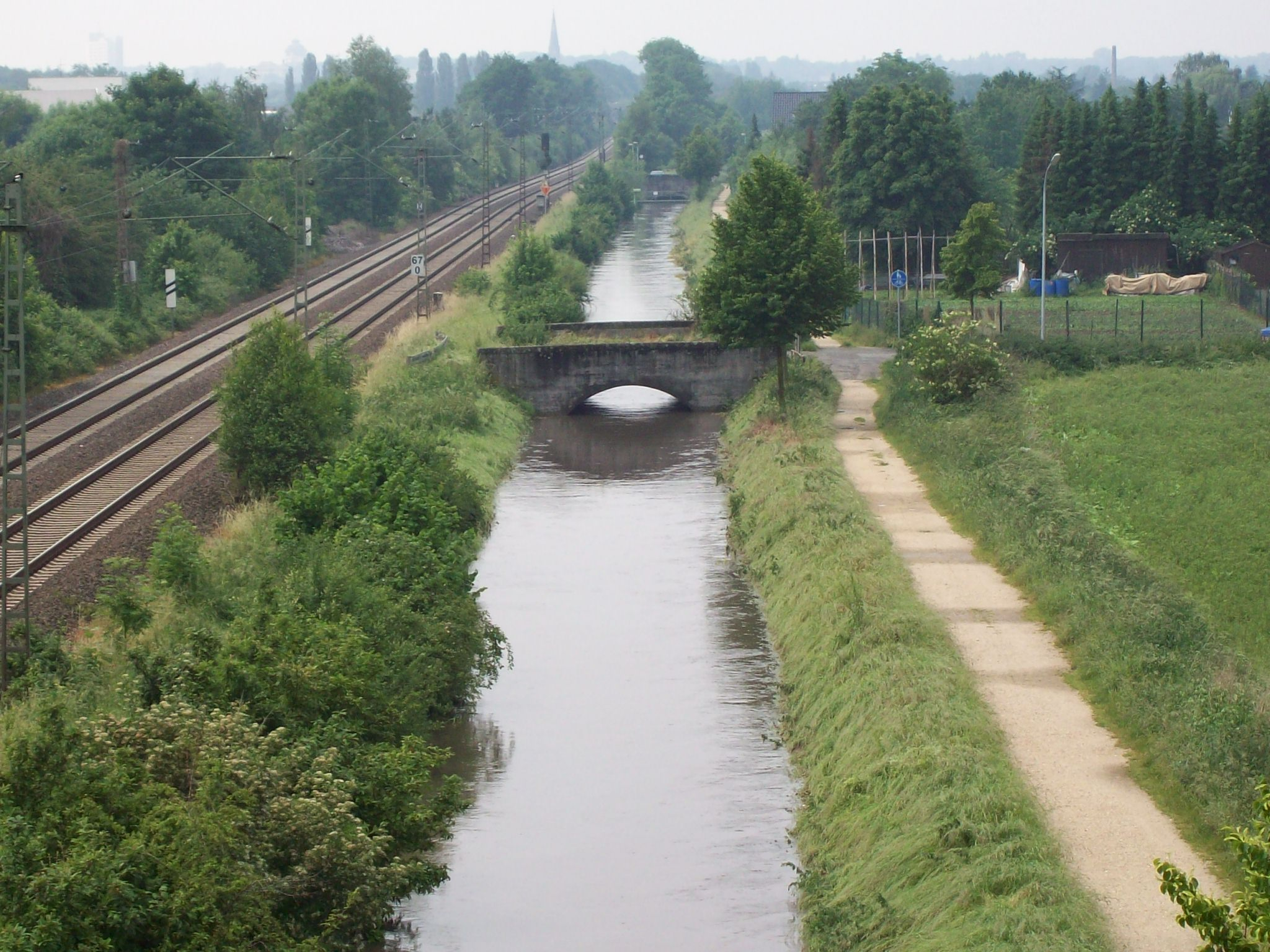
Der Gladbach nach starkem Regen im Mai 2008

Im Stadtgebiet existiert der Gladbach als solcher nicht mehr. Allerdings gibt es den sogenannten Gladbachkanal, der als Regenwasserhauptsammler die Vorflut der Regenwasserentwässerung in Alt-Mönchengladbach bildet. Neben dem Einzugsgebiet des Bungtbaches übernimmt dieser Kanal einen Großteil der alten Regenüberläufe aus dem Mischwasserkanalisationssystem. Dadurch ist er besonders hoch mit PCB-haltigen Schwebstoffen belastet.
Zur Verbesserung der Wasserqualität von Bungtbach und Gladbach hat die Stadt Mönchengladbach seit 1999 zirka 100 Millionen Euro in das Bauprojekt „Mischwasser-Entlastungsammler“ investiert. Das Verhältnis von Trennkanalisation zu Mischwasserkanalisation beträgt in Mönchengladbach (Stand 2006) etwa 2/3 zu 1/3.